# 維新の党
維新の党（いしんのとう、英: Japan Innovation Party）とは、かつて存在した日本の政党。小さな政府、地方分権、官僚主導の打破などを基本理念に掲げる保守政党である。略称は、維新。1字表記の際は、維。
日本維新の会共同代表で結いの党との合流に肯定的であった橋下徹らのグループは2014年8月1日に新たに「日本維新の会」の設立を届け出たうえで、改めて結いの党との合流に向けた交渉をスタートさせた。その後衆議院での統一会派結成などを経て、協議の結果9月21日に結党大会を開き、翌22日に大阪府選挙管理委員会を通じて総務大臣に『維新の党』の設立を届け出ることとした。
発足から向こう1年は両党から1人ずつ共同代表を出すこと、東京と大阪の双方に本部を置くことなどが決められるなど、結い側にも譲歩した組織となったが、登記上政党の主たる本部を大阪本部とし、代表者を橋下徹とすること、さらに手続き上は日本維新の会が改称し、結いの党が解党したうえで合流する形となるなど、日本維新側に若干の優位が見られる。
しかし2015年11月、旧結いの党代表江田憲司（橋下は2014年12月に共同代表辞任）から代表を引き継いだ松野頼久率いる執行部に反発したグループが『おおさか維新の会』を、また同年12月に松野執行部にもおおさか維新にもつかない議員5人が『改革結集の会』を、それぞれ結成して離脱。
2016年3月27日に解党し、民主党を前身とする『民進党』に合流した。この民進党には改革結集の会の議員も小沢鋭仁を除いて合流している。

## 党名
党名に関して当初から「維新」の名称を残したい維新側と、全く新しい名称で党イメージの刷新を図りたい結い側で長く協議がもつれ、一時は橋下代表が「もう『あ党』でも『い党』でもなんでもいい」と発言したが、最終的に『維新の党』とすることで妥結した。一方、党名の英訳語には日本維新の会で用いられた"Restoration"が「王政復古」を意味し、外国メディアの混乱や復古主義への警戒を招いていることが永らく指摘されていたが、今回"Innovation"（イノベーション）と改められた。

## 党史

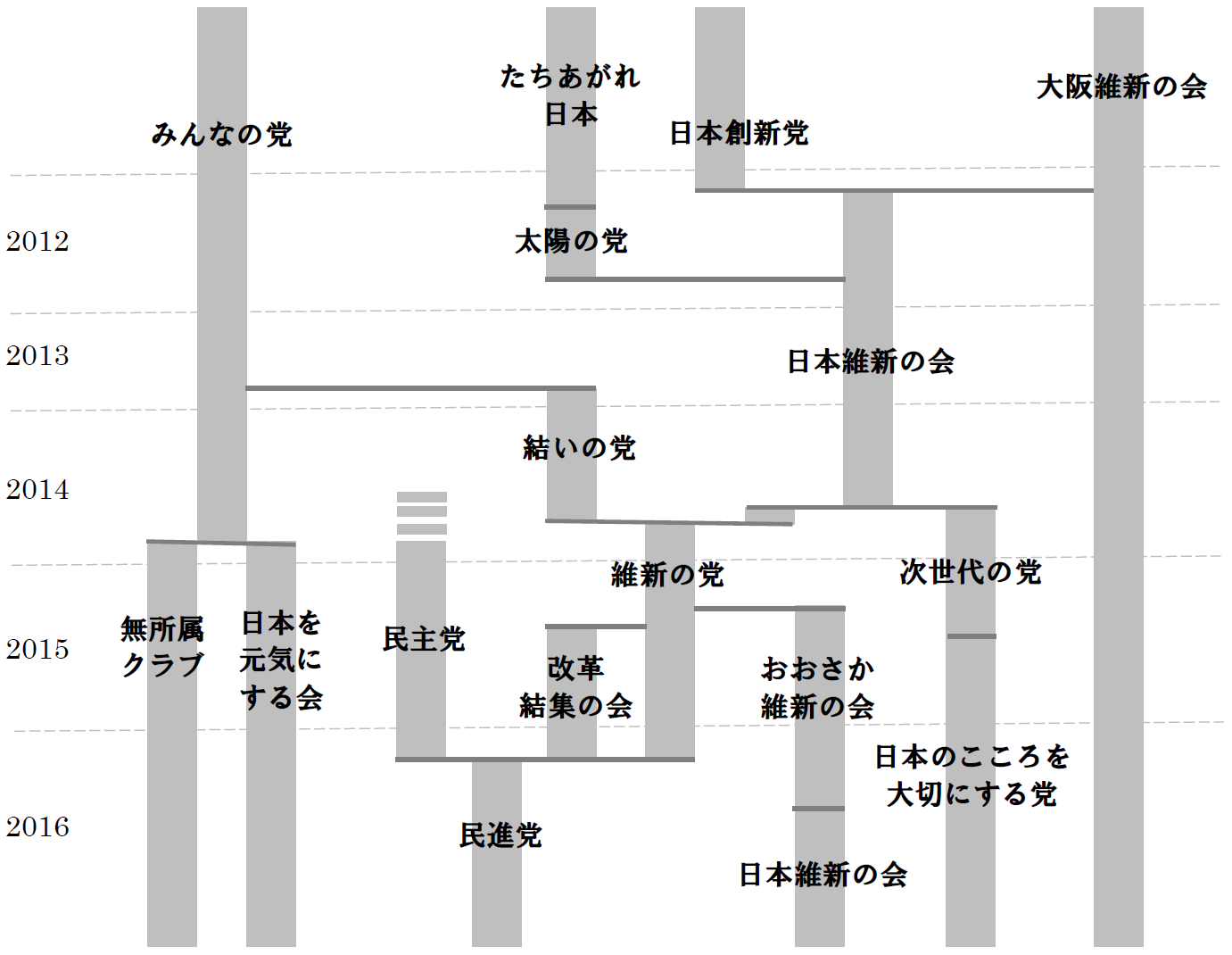
2010年代の第三極の離合集散

### 結党前
2013年当時、野党の中でも日本維新の会とみんなの党は、政策も近く合併話が持ち上がっていた。しかし両党ともに党内は一枚岩ではなく、合併などを巡って党内対立が存在していた。
みんなの党内では、党運営を巡る対立や特定秘密保護法をめぐる政策の違い、野党再編に向けたスタンスの違いから渡辺喜美代表と江田憲司幹事長らの対立が激化。同党を除名された江田らを中心に2013年12月18日に結いの党が発足した。
江田らは従来から日本維新の会などとの選挙協力や将来的な政界再編を目指しており、2014年1月からは結いの党と日本維新の会の政策協議がスタート、さらに地方議会レベルでは東京都議会、神奈川県議会などで結いの党と日本維新の会の合同会派が続々と誕生した。これに対して今度は日本維新の会内で、結いの党との合流に肯定的な橋下のグループと否定的な石原慎太郎のグループとの党内対立が激化。結果、日本維新の会は7月31日に解党した。
翌8月1日、石原らは次世代の党を結党し離脱、残った議員が改めて日本維新の会（法的には、前日に解散された日本維新の会とは同名義の別団体）を再結党し総務大臣に設立届けを提出。8月3日、日本維新の会と結いの党が合流に向けて新党設立準備会を設立。9月10日の合同両院議員総会で新党名が「維新の党」に正式決定された。

### 結党
2014年9月21日に結党大会を開き、正式に発足。旧日本維新の会の橋下徹代表と、旧結いの党の江田憲司代表が共同代表を務める形となった。また、11日にみんなの党に離党届を出していた大熊利昭衆議院議員についても同日入党が認められたが、大熊の離党手続きが完了しておらず、10月14日まで党所属議員数への加算が見送られていた。
なお、「結いの党」はこれに先立つ同日午前、結党大会の会場と同じ東京・高輪のホテルの隣の部屋で解党大会を開き、同日中に総務大臣に解散する届け出を行った。
翌22日、大阪府選挙管理委員会を通じて総務大臣に「日本維新の会」を「維新の党」に名称変更する届けを提出し、受理された。24日には衆議院事務局および参議院事務局に院内会派「日本維新の会・結いの党（会派略称：維結）」を「維新の党（略称：維新）」に変更することを届け出た。会派構成人数は衆院41人、参院11人で変更前と変わらず。

### 第47回衆院選前後の動き
10月27日には民主党と維新の党の両国会対策委員長が会談し、衆院予算委員会にて両党であらかじめ質問のすみ分けを行った上で首相を追及することを確認した。また、次期衆院選に向けた民主党との選挙協力については、愛知12区や山梨1区などで候補者の一本化に成功し、30あった両党の競合区を21にまで減らした。
2014年12月、第47回衆議院議員総選挙が執行される。合併を巡る維新・みんな双方の党内対立や政党名変更から維新・橋下人気に陰りが出たとみられており、マスコミなどの事前予想では現有42議席からの大幅減は不可避、30台維持で大善戦、との見方であった。投開票前日に、橋下は早々と敗北を認めるという異例の演説を行う。「もうみなさん、明日、自民党、公明党、歴史的な大勝利となります。なるんです。もう維新の党、はっきり言って負けます」「2014年12月14日、午後8時。開票が始まった瞬間、自民と公明が320を超える議席を獲って歴史的な勝利を収めます」「いやもう、参りましたよ」「勝ち目ありません!」。また「維新は皆さんを冷めさせてしまった」と頭をさげたが、一方でその後続けて「負けを認めたうえでね、このまま無くなっていくなんて、そんなヤワな根性してません。今まで何度も踏みつぶされても、ここまでやってきた」「もう一度（党内を）引き締めます。立て直さしてください。もう一回、チャンスをください。維新を立ち上げた時の気持ちでやります。ただ完全に負けたら次がなくなる。せめて10人でも20人でも維新の議員を残してください」とも述べ、次回選挙までに党勢拡大を図る旨の発言をした。選挙の結果、維新の党は衆議院で従来の42議席から1議席減の41議席と事前情勢調査より善戦し、第3党に踏みとどまる形となった。一方橋下は54議席を獲得した2012年の衆院選と比べ勢いを欠いている情勢について、「維新の党に対する信任、党代表の僕への信任がなかったということだ」と述べた。
この頃、維新の党是であった大阪都構想が佳境を迎えていた。23日、橋下が「大阪都構想の実現に専念したい」として翌年春の統一地方選挙まで「いったん」共同代表を辞任することを表明、松井一郎幹事長も橋下に同調して辞任した。これにともない、江田が単独の代表に、松野頼久国会議員団長が幹事長に就任。橋下は党の最高顧問、松井は党の顧問に就任したことが維新の党から発表された。一方で、橋下自身は同日の執行役員会で最高顧問就任を断っており、翌24日の大阪市役所における登庁記者会見においても「了承した覚えはない。一番嫌な肩書。死んでも嫌」と述べたが、後に就任を受け入れている。
統一地方選挙で党勢を拡大して迎えた2015年5月17日、大阪都構想の住民投票が行われ、都構想は反対多数で否決された。橋下は大阪市長の任期終了後の政治家引退を表明した。同時に江田も代表を退くことを表明した。5月19日、幹事長の松野が代表に選ばれた。

### 分裂
代表に就任した松野は5月24日の記者会見で「年内に100人以上の規模の新党を作る」と、野党再編に意欲を示した。これに対し、橋下らは民主党右派などの政策の近いグループのみとの連携を模索しており、「数合わせでは国民から信頼されない」と松野の発言をけん制した。また、安全保障関連法案などへの対応をめぐっても両者間で路線対立が起きた。
8月14日、幹事長の柿沢未途が山形市長選挙において、民主党・共産党などが推薦する立候補者を独断で応援に訪れたことで、対立に火がつく。松井が柿沢の辞任を要求するが、柿沢は辞任を拒否し、松野も「公党の幹事長が辞する案件ではない」と柿沢を擁護する。27日、橋下・松井が役職の辞任と離党、翌28日には新党結成をそれぞれ表明した。橋下・松井に近い議員十数人がこれに追随し、民主党との合流・野党再編を模索する松野・柿沢らとの分裂が決定的となった。
橋下は新党を10月には結成すると述べ、また民主党出身者の参加を認めない方針を示し、馬場伸幸国会対策委員長、片山虎之助総務会長らが新党への参加を表明した。これに対し、松野は9月8日に馬場・片山と分裂の原因を作った柿沢の役職解任を決定した。橋下は9月15日、新党名を『おおさか維新の会』にする考えを明らかにした。
10月14日、分党協議が決裂し、松野ら執行部側は片山、馬場、東徹参議院議員を新党参加を理由に除籍処分とした。これに対して片山ら新党組は松野の本来の代表任期は9月末であり、代表の効力は切れているため処分は無効であると主張した（維新の党は10月1日に党代表選挙を予定しており、そのため松野の任期は9月末までとなっていた。分裂を巡る混乱で代表選挙が延期されたことから、松野は10月13日の執行役員会で任期延長の手続きを取ったが、片山は党大会で選出されていないため無効と主張した）。翌15日には維新の党執行部は新党に参加する国会議員9人と地方議員153人を除籍処分にすることを決定。一方で新党組は同日以降、大阪市の党本部にある政党交付金用の通帳や印鑑を国会議員が交代で死守するなど、両者の争いは泥沼化した。
21日には、参院の会派代表は新党派の片山が握っていたため、執行部派の5人（小野次郎、真山勇一、柴田巧、寺田典城、川田龍平、いずれも旧結いの党出身者）の会派離脱を参議院事務局に届け出、事実上の追放となった。5名は27日、新会派「維新の党（参議院）」を結成した（会派代表は寺田）。
22日、松野、橋下両派と距離を置く小沢鋭仁、小熊慎司、村岡敏英、重徳和彦の4名が離党届を提出し（12月21日、新党「改革結集の会」を結成）、以降も議員の離党届が相次いだ。
大阪系の議員は、9月末をもって松野の任期は切れたため執行部による処分は無効、との解釈の下、24日、大阪市内のホテルで「臨時党大会」を開催、議決権を持つ特別党員の過半数に当たる233人（委任を含めると287人）が出席したため、「党大会」は成立と主張し、新代表に馬場伸幸衆議院議員を、幹事長に今井豊大阪府議を選出した上で、維新の党の解党を全会一致で決定した。これに対して松野側は、「党大会」は党の規約に基づいて行われていないので正式な大会ではなく、解党も含め全ての決議や人事を無効と断じた。総務省に解党の届け出が出された場合には、刑事告訴するとし、参加者の内、党籍の残る中間派の出席者も除籍とする方針を固めた。一方で馬場側も松野が代表任期が切れた後に政党の事務所所在地など変更する書類を「党代表者」として作成、関係各署に提出したことは「有印私文書偽造にあたる」と指摘し告訴する方針を表明した。更に30日には松野側が新党派の東徹参議院議員と事務局長に対し、大阪市の党本部で管理している党員名簿の返還を求める訴訟を大阪地裁に起こした。11月2日、おおさか維新の会が結成される。
11月17日、新党に参加した国会議員のうち維新の党に党籍の残る7名が除籍処分となり、離党を表明したが新党には参加しない6名の離党届は受理された。
両者の争いは長期化したが、12月8日、結党理念「維新の党を将来的に解党すること」を再確認するなどして、両者の円満解決合意が行われた。この合意によって、「野党再編に互いに協力」・「野党再編が実現した段階で、維新の党側が「維新」の名称使用をやめる」・「人件費など党運営に必要な経費を除いた政党交付金の国庫返納」・「双方が刑事訴訟や民事訴訟を取り下げる」などが約された。25日、新党派の内で分党騒動の収拾のため、最後まで維新の党の党籍を主張していた馬場、遠藤敬（衆院議員）、東の三名がおおさか維新の会に合流した。
維新の党が分裂した原因は表向きは柿沢幹事長の解任騒動である。しかし、水面下では橋下派が党代表選で主導権を握るべく党員も議員も一人一票とする方針を決めたところ、これに生活の党代表の小沢一郎が目をつけ、民主党など野党との共闘路線を説く松野を再選させるべく生活の党や維新の党内の小沢系議員に維新の党の党員集めを指示した。元側近の松木謙公幹事長代行が1人で約1万人の党員を集めたほか、松野は約3000人、牧義夫国対委員長は約1000人を確保したとされる。これらの動きを察知した橋下は代表選で負ける前に先手を打つ形で党を割ることを決断したと産経新聞の政治部編集委員は分析している。

### 野党再編へ
分党問題に決着をつけた維新の党は、民主党との連携に関心を移す。12月18日、衆議院統一会派「民主・維新・無所属クラブ」が結成される。会派には無所属の衆議院議員野間健も参加し、93名となった。一方で、参議院の統一会派については、翌年夏の参院選で維新の党の議員が埋没しかねないとの懸念から延期されたが、翌2016年1月6日、参議院で日本を元気にする会との統一会派「維新・元気の会」を結成する。衆参で異なる党と統一会派を結成することは通常なく、民主党側が反発した。後述の民主党との合併が確定した後の3月4日、日本を元気にする会との参議院統一会派は解消された。
2月22日、松野と民主党の岡田克也代表が会談し、民主党が維新の党を吸収合併することで合意した。なお、合併方法が吸収合併（民主党は存続）となったため、維新の党の議員のうち、みんなの党で当選してから結いの党経由で合流した参院議員5人は合流できないことになった。
新党の党名に関しては民主側は党名の継続を、維新側は党名変更を主張したため、両党のホームページとファックスを用いて一般公募を行い、民主側は「立憲民主党」、維新側は「民進党」を提示した。この両者の間で更に意見を募った結果、3月14日、新しい党名が『民進党』に決定する。以降両党内部で手続きが進められ、3月25日、松野・岡田の両代表間で合併協議書が調印された。更に、かつて分裂騒動の際に袂を分けた改革結集の会も民進党へ参加、再び行動を共にすることとなった（議員5人の内、小沢鋭仁はおおさか維新の会へ合流）。なお、このとき民主側が提示した「立憲民主党」は、第48回衆議院議員総選挙の際に、枝野幸男代表の下、希望の党への公認申請を拒否した民進党議員(前職では民主側から11名、維新側から5名)によって結党された新党の名称となった。
3月27日、『民進党』結党大会に先駆けて午前中に行われた維新の党の臨時党大会において、新党「民進党」結成のための解党を決議、全会一致で採択された。なお「維新」の略称は、おおさか維新の会の略称として引き続き使用される。
政党交付金については必要経費を差し引いた残余金の約2億円を国庫に返納した。ただし、解散前に松井一郎の元秘書を代表におおさか維新の会と同じ住所を本拠地として設立された「なんば維新」という政治団体に、おおさか維新系の議員が管理する支部から約8700万円の寄付が行われ、なんば維新はおおさか維新設立後にその政治資金を寄付して解散しており、国庫への返納逃れのための政治資金還流が行われたのではないかとの指摘がある。マスコミの取材に対して、なんば維新およびおおさか維新側は「お金を一時的にプールするためになんば維新を使った」「おおさか維新に政党交付金が出る16年4月までの活動資金として必要だった」などと釈明した。

## 政策

### 綱領
結いの党の綱領に見られた「『保守対リベラル』を越えた政治を目標とする」という文言は維新の党の綱領にも引き継がれた。

### 基本政策
基本政策の第一に「憲法改正による統治機構改革」を掲げ、具体的には会計制度や会計基準の変更、予算編成プロセスの改革、憲法67条改正による首相公選制の導入、憲法96条の改正要件柔軟化などを掲げている。また、道州制の導入、安全保障政策の主軸としての日米同盟堅持、特定秘密保護法の見直し、持続可能な社会保障制度改革の実現、教育行政に対する権限を地方自治体に移譲する教育制度改革などを掲げている。
維新の党公式ウェブサイト内の「基本政策」による。
1. 憲法改正による統治機構改革
  - 会計制度改革、予算編成プロセスの改革
  - 憲法67条改正による首相公選制導入
  - 憲法96条改正による憲法改正要件の柔軟化
2. 規制改革の断行を柱とする成長戦略、「小さな行政機構」の実現
  - 道州制の導入
3. 市場メカニズムを通じた「原発フェードアウト」と「自然エネルギー立国」
4. 集団的自衛権の検討を含む「自衛権」行使の範囲の適正化と法整備、「ソフトパワー外交」の積極的展開
5. 少子高齢化に対応できる持続可能で受益と負担を明確化した「社会保障制度改革」
6. 教育行政に対する責任体制を明確にする「教育制度改革」
  - 教育行政に対する権限を地方自治体に移譲
7. 被災地主導の「震災復興」と国主導の「原発事故対応」を加速化

### その他
- 選択的夫婦別姓制度導入への賛否について、おおさか維新の会との分裂後の党の姿勢はまだ定まっていない[102]、と報道されたが、2016年2月に民主党と共同で選択的夫婦別姓と再婚禁止期間短縮等を柱とする「民法の一部を改正する法律案」を共同議員立法として登録した[103]。なお、分裂前の2014年の衆議院選挙においては、選択的夫婦別姓制度導入について「反対」を公約に掲げていた[104]。議員単位で見れば選択的夫婦別姓導入に賛成する議員も反対する議員も見られる[105][106][107]。

## 役職

### 歴代代表一覧
| 代  | 代表     | 代表     | 在任期間                       | 備考                            |
| --- | -------- | -------- | ------------------------------ | ------------------------------- |
| 1   |          | 橋下徹   | 2014年9月21日 - 2014年12月23日 | 共同代表制。                    |
| 1   | 江田憲司 |          | 2014年9月21日 - 2014年12月23日 | 共同代表制。                    |
| 2   |          | 江田憲司 | 2014年12月24日 - 2015年5月17日 | 単独で代表。                    |
| 3   |          | 松野頼久 | 2015年5月19日 - 2016年3月27日  | 当初の任期は2015年9月30日まで。 |
| (4) |          | 馬場伸幸 | 2015年10月24日 - 2015年12月8日 | 松野頼久と係争状態にあった。    |

### 歴代の役員表
| 代表            | 代表代行 | 副代表        | 幹事長   | 幹事長代行 | 政務調査 会長 | 総務会長   | 国会対策 委員長 | 参議院会長 | 選挙対策 委員長 | 就任年月   |
| --------------- | -------- | ------------- | -------- | ---------- | ------------- | ---------- | --------------- | ---------- | --------------- | ---------- |
| 橋下徹 江田憲司 | 松野頼久 | 今井豊        | 松井一郎 | 小沢鋭仁   | 柿沢未途      | 片山虎之助 | 松浪健太        |            | 松野頼久        | 2014年9月  |
| 江田憲司        | （廃止） | 谷畑孝 今井豊 | 松野頼久 | 松浪健太   | 柿沢未途      | 片山虎之助 | 馬場伸幸        | 片山虎之助 | 石関貴史        | 2014年12月 |
| 松野頼久        | （廃止） | 谷畑孝 今井豊 | 柿沢未途 | 松木謙公   | 今井雅人      | 片山虎之助 | 馬場伸幸        | 片山虎之助 | 松浪健太        | 2015年5月  |
| 松野頼久        | （廃止） | 谷畑孝 今井豊 | 今井雅人 | 松木謙公   | 井坂信彦      | 小野次郎   | 牧義夫          | 片山虎之助 | 松浪健太        | 2015年9月  |
| 松野頼久        | （廃止） | （廃止）      | 今井雅人 | 松木謙公   | 井坂信彦      | 小野次郎   | 牧義夫          | （空席）   | 今井雅人        | 2015年10月 |
| 松野頼久        | （廃止） | （廃止）      | 今井雅人 | 松木謙公   | 小野次郎      | 牧義夫     | 石関貴史        | 寺田典城   | 松木謙公        | 2015年12月 |

### 役員
党役員
| 役職名         | 役職名         | 氏名       | 出身グループ                  | 議会等     |
| -------------- | -------------- | ---------- | ----------------------------- | ---------- |
| 代表           | 代表           | 松野頼久   | 民主党→日本維新の会国会議員団 | 衆議院議員 |
| 幹事長         | 幹事長         | 今井雅人   | 民主党→日本維新の会国会議員団 | 衆議院議員 |
|                | 代行           | 松木謙公   | 新党大地                      | 衆議院議員 |
|                | 代理           | 井坂信彦   | 結いの党                      | 衆議院議員 |
|                | 代理           | 木内孝胤   | 生活の党                      | 衆議院議員 |
| 両院議員総会長 | 両院議員総会長 | 坂本祐之輔 | 維新国会議員団                | 衆議院議員 |
| 総務会長       | 総務会長       | 牧義夫     | 生活の党→結いの党             | 衆議院議員 |
|                | 代行           | 柴田巧     | 結いの党                      | 参議院議員 |
|                | 代理           | 水戸将史   | 民主党→日本維新の会国会議員団 | 衆議院議員 |
|                | 代理           | 川田龍平   | 結いの党                      | 参議院議員 |
| 政務調査会長   | 政務調査会長   | 小野次郎   | 結いの党                      | 参議院議員 |
|                | 代理           | 井出庸生   | 結いの党                      | 衆議院議員 |
|                | 代理           | 高井崇志   | 民主党                        | 衆議院議員 |
| 国会対策委員長 | 国会対策委員長 | 石関貴史   | 民主党→日本維新の会国会議員団 | 衆議院議員 |
| 選挙対策委員長 | 選挙対策委員長 | 松木謙公   | 新党大地                      | 衆議院議員 |
| 党規委員長     | 党規委員長     | 川田龍平   | 結いの党                      | 参議院議員 |
| 役員室長       | 役員室長       | 松木謙公   | 新党大地                      | 衆議院議員 |

(2015年12月8日執行役員会で承認)
党発足当初の執行役員人事をめぐっては両共同代表間で協議したうえで指名する形がとられた。この人事では、旧・結いの党、旧・日本維新の会の国会議員、大阪維新の会の大阪府議らの3勢力の均衡を非常に重視した役職分配となっており、同時に衆参両院議員のバランスも考慮したものとなっていたが、2014年の衆院選を経た後の人事では、当選回数の比較的多い衆議院議員を中心として、各グループの人数に比例したような役員構成となっていた。
なお、2014年12月24日の役員会ののち、党からは、前共同代表の橋下徹は最高顧問、前幹事長の松井一郎は顧問となったという公式発表があったが、橋下自身は「いちばん嫌いな肩書き」「死んでもやだ」などと最高顧問への就任を拒否。これに対し江田代表は「執行役員会で決定し、完全に有効だ」と述べ、報道機関等も「維新の党最高顧問　橋下徹」などの表記を使用している。
2015年5月19日、大阪都構想の住民投票の結果、否決された責任をとって辞任した江田憲司代表の後任に鳩山由紀夫元内閣総理大臣の最側近であった、松野頼久幹事長を選出、同21日の執行委員会で、幹事長の後任に柿沢未途政調会長、政調会長の後任に今井雅人政調会長代理を充て、橋下最高顧問、松井顧問、馬場伸幸国対委員長、片山虎之助総務会長を留任させる人事を決定した。幹事長代行には松木謙公、石関貴史の辞任後空席となっていた選対委員長に松浪健太、柴田巧総務会長代理が兼任していた役員室長に石関貴史を起用した。
2015年8月27日、橋下と松井が離党したため、顧問と最高顧問は空席になった。同年9月8日、橋下・松井らの動きに同調する馬場伸幸国対委員長、片山虎之助総務会長、及び橋下らの離党の原因を作った柿沢未途幹事長を解任、後任には新党に参加しないことを表明している今井雅人政調会長を幹事長、小野次郎幹事長代理を総務会長、井坂信彦政調会長代理・選対委員長代理を政調会長、牧義夫を国対委員長に充てた。なお、片山は引き続き参議院議員会長には留まったが、執行役員からは外れた（10月14日馬場とともに除籍）。同月10日、馬場・片山の解任に抗議し、谷畑孝が副代表辞任を申し出、同日了承され、兼任する代議士会長とともに副代表を辞任した。さらに15日、新党参加を表明していた副代表の今井豊大阪府議、総務会長代行の東徹参議院議員、政調会長代行の浅田均大阪府議、国対委員長代行の遠藤敬衆議院議員、松浪健太選挙対策委員長らを除籍した。10月20日、執行役員会は、副代表の廃止、今井幹事長の選挙対策委員長兼任などを盛り込んだ新たな役員人事を決定。これらの人事の結果、党内諸勢力の人数に比例していた人事から、民主党・結いの党出身者を中心とした人事に変化した。22日には、村岡敏英国対委員長代行、小熊慎司選対委員長代行が離党届を提出した。
同月24日、除籍された議員や「中間派」とされる議員らは、執行部を認めない立場から臨時党大会を開催し、松野代表によってなされた除籍処分を無効であると確認した上で、馬場伸幸を新代表に選出するとともに、維新の党の解党を決議したが、松野代表側は党大会を無効と主張している。
馬場らの一連の行動にかかわらず、7月12日に開催された「全国幹事長・事務局長会議」において11月初旬に行うと明らかにされていた代表選について、11月6日、臨時執行役員会において、11月24日告示、12月6日投開票の日程で行うことを決定した。6日の投票においては、現職の松野と総務会長の小野の一騎討ちとなり、松野が大差で小野を破り再選を果たした。一般党員も一人一票の投票権が付与されたが、松野と小野に政策的な違いはなく投票率は38.06パーセントと低迷した。再選された松野は年内の民主党との統一会派結成や野党再編を目指す意向を示した。
党役員（馬場執行部）
2015年10月24日、松野執行部と対立していた大阪系議員らによって開催された臨時党大会にて馬場伸幸が新たに代表に選出され、当日「新執行部」を選出した。選出された馬場ら4人はすぐには新党「おおさか維新の会」には参加せず、解散手続きを行うとしていた。松野執行部側はこの臨時党大会そのものが無効であると主張し、一時は松野執行部と馬場執行部の2つの執行部が存在する異常事態となっていた。
2015年12月8日、お互いの正当性をめぐって内紛を繰り広げていた松野執行部と馬場執行部が和解。馬場執行部は新党「おおさか維新の会」に移籍するため解消へ。
| 役職名       | 役職名       | 氏名     | 出身グループ                      | 議会等         |
| ------------ | ------------ | -------- | --------------------------------- | -------------- |
| 代表         | 代表         | 馬場伸幸 | 大阪維新の会                      | 衆議院議員     |
| 副代表       | 副代表       | 谷畑孝   | 自由民主党→日本維新の会国会議員団 | 衆議院議員     |
| 副代表       | 副代表       | 横倉廉幸 | 大阪維新の会                      | 大阪府議会議員 |
| 幹事長       | 幹事長       | 今井豊   | 大阪維新の会                      | 大阪府議会議員 |
|              | 代行         | 遠藤敬   | 自由民主党→日本維新の会国会議員団 | 衆議院議員     |
| 総務会長     | 総務会長     | 東徹     | 大阪維新の会                      | 参議院議員     |
|              | 代理         | 西林克敏 | 大阪維新の会                      | 大阪府議会議員 |
| 政務調査会長 | 政務調査会長 | 浅田均   | 大阪維新の会                      | 大阪府議会議員 |
|              | 代理         | 大内啓治 | 大阪維新の会                      | 大阪市会議員   |

（2015年10月24日選出）
国会議員団役員（廃止）
結党時には日本維新の会時代の「国会議員団代表」にあたる国会議員組織長を党所属国会議員の投票による選挙で選出することが定められ、初回の選挙を9月22日候補者届出、24日投開票の日程で実施することが21日発表された。22日の届出には松野頼久のみが立候補し、松野の初代国会議員団会長就任が確定した。この後松野は国会議員団の幹事長や政調会長などの役員人事を決定、24日に記者会見で発表した。国会議員団は国会内での意思決定に責任を持ち、その最高機関は両院議員総会である。国会内での法案の賛否や他党との具体的な政策協議など国会運営上の国会運営上は議員団政調会長（片山）が、党の政策発表や公党間の政策協議・論議など党全体の政策の決定には党執行役員会政調会長（柿沢）が責任を持つ。
当時の体制では、代表で衆議院議員の江田憲司は国会議員団の役職には就かないが役員会には参加することとなっていた。

しかし、第47回衆議院議員総選挙を経た12月24日の役員会で橋下代表・松井幹事長の役職辞任が決定されると同時に、党執行役員会と国会議員団の「二重構造」の解消を目指して国会議員団の廃止が提唱された。これにより人事の発表が見送られ、維新の党の公式ウェブサイトからも国会議員団のページが消えた。江田代表は次回通常国会（第189回国会）の開会までに正式に結論を出すとしているが、2015年1月20日現在までに国会議員団役員会を復活するという発表はなく、事実上党役員会として統合されている。なお、従来国会議員団にしか設置されていなかった国会対策委員長、選挙対策委員長、党紀委員長といった役職は党役員会の役職となっている。
同月22日の幹事長記者会見において、松野頼久幹事長は記者団の質問に対し、この統合は橋下代表・松井幹事長が党要職から抜けている間の暫定的な措置であること。および国会運営に関わる部分の意思決定についてのみは国会議員団規約に基づいた両院議員総会を最高機関とし、党執行部と国会議員団の意見が異なる場合は両院議員総会における過半数意見が優越する制度を維持しているを明らかにした。
| 議員団役職          | 議員団役職          | 氏名       | 執行役員会役職（当時） | 備考                                                      |
| ------------------- | ------------------- | ---------- | ---------------------- | --------------------------------------------------------- |
| 会長 選挙対策委員長 | 会長 選挙対策委員長 | 松野頼久   | 代表代行               | 旧日本維新の会・国会議員団代表                            |
|                     | 副会長              | 谷畑孝     |                        | 旧維新・議員団両院議員総会長兼代議士会長                  |
| 役員室室長          | 役員室室長          | 柴田巧     | 総務会長代理           | 旧結いの党・参議院国会対策委員長                          |
|                     | 副室長              | 小熊慎司   |                        | 旧維新・議員団国会対策委員長代理                          |
| 広報委員長          |                     | 小熊慎司   |                        | 旧維新・議員団国会対策委員長代理                          |
|                     | 代理                | 林宙紀     |                        | 旧結い・広報委員長                                        |
| 幹事長              | 幹事長              | 小沢鋭仁   | 幹事長代行             | 旧日本維新・議員団幹事長                                  |
|                     | 代理                | 室井邦彦   |                        | 旧維新・議員団参議院幹事長                                |
|                     | 代理                | 村岡敏英   |                        | 旧維新・議員団幹事長代理                                  |
| 政調会長            | 政調会長            | 片山虎之助 | 総務会長               | 旧維新・議員団政調会長                                    |
|                     | 代理                | 柿沢未途   | 政調会長               | 旧結い・政調会長                                          |
|                     | 代理                | 今井雅人   | 政調会長代理           | 旧維新・議員団政調副会長                                  |
| 両院議員総会長      | 両院議員総会長      | 小野次郎   | 幹事長代理             | 旧結い・幹事長                                            |
|                     | 副会長              | 清水鴻一郎 |                        | 旧維新・議員団党規委員長                                  |
| 総務会長            | 総務会長            | 川田龍平   |                        | 旧結い・政調会長代行兼国対委員長代理（参）                |
|                     | 代理                | 東徹       | 総務会長代行           | 旧維新・総務会長                                          |
| 国対委員長          | 国対委員長          | 松浪健太   |                        | 旧維新・議員団総務会長                                    |
|                     | 代理                | 石関貴史   |                        | 旧維新・議員団国対委員長                                  |
| 財務委員長          |                     | 石関貴史   |                        | 旧維新・議員団国対委員長                                  |
| 党紀委員長          | 党紀委員長          | 馬場伸幸   |                        | 旧維新・議員団総務会長代理兼組織委員長 大阪維新の会副代表 |

## 党勢

### 衆議院
| 選挙         | 当選/候補者 | 定数 | 得票数（得票率）  | 得票数（得票率）    | 備考          |
| 選挙         | 当選/候補者 | 定数 | 選挙区            | 比例代表            | 備考          |
| ------------ | ----------- | ---- | ----------------- | ------------------- | ------------- |
| （結党時）   | 41/-        | 480  | -                 | -                   | その後1名入党 |
| 第47回総選挙 | 41/172      | 480  | 4,319,646（8.2%） | 8,382,699（15.72%） |               |
| （分裂後）   | 21/-        | 480  | -                 | -                   |               |

### 参議院
| 選挙       | 当選/候補者 | 非改選 | 定数 | 得票数（得票率） | 得票数（得票率） | 備考 |
| 選挙       | 当選/候補者 | 非改選 | 定数 | 選挙区           | 比例代表         | 備考 |
| ---------- | ----------- | ------ | ---- | ---------------- | ---------------- | ---- |
| （結党時） | 11/-        | -      | 242  | -                | -                |      |
| （分裂後） | 5/-         | -      | 242  | -                | -                |      |

### 所属国会議員
※解散時の所属国会議員数26名（衆議院議員21名、参議院議員5名）
| 衆議院議員                  | 衆議院議員               | 衆議院議員             | 衆議院議員                 | 衆議院議員                 |
| --------------------------- | ------------------------ | ---------------------- | -------------------------- | -------------------------- |
| 松野頼久 比例九州、衆6      | 江田憲司 神奈川8区、衆5  | 牧義夫 比例東海、衆5   | 松木謙公 比例北海道、衆4   | 石関貴史 比例北関東、衆4   |
| 太田和美 比例南関東、衆3    | 柿沢未途 東京15区、衆3   | 今井雅人 比例東海、衆3 | 坂本祐之輔 比例北関東、衆2 | 青柳陽一郎 比例南関東、衆2 |
| 木内孝胤 比例東京、衆2      | 初鹿明博 比例東京、衆2   | 井出庸生 長野3区、衆2  | 井坂信彦 兵庫1区、衆2      | 高井崇志 比例中国、衆2     |
| 水戸将史 比例南関東、衆1参1 | 升田世喜男 比例東北、衆1 | 篠原豪 比例南関東、衆1 | 落合貴之 比例東京、衆1     | 松田直久 比例東海、衆1     |
| 横山博幸 比例四国、衆1      |                          |                        |                            |                            |
| 参議院議員                  |                          |                        |                            |                            |
| 2016年改選                  | 小野次郎 比例、参1衆1    | 柴田巧 比例、参1       | 寺田典城 比例、参1         | 真山勇一 比例、参1         |
| 2019年改選                  | 川田龍平 比例、参2       |                        |                            |                            |

※衆議院では民主党および無所属の野間健議員と統一会派「民主・維新・無所属クラブ」を結成していた。

## 維新の党後の動向
※解散時の所属国会議員数26名（衆議院議員21名、参議院議員5名）

### 衆議院議員
民進党→希望の党へ
- 牧義夫（→希望の党→国民民主党→立憲民主党）
- 松木謙公（→希望の党→国民民主党→立憲民主党）
- 井坂信彦（→希望の党→国民民主党→立憲民主党）
- 今井雅人（→希望の党→国民民主党→無所属→立憲民主党）
- 坂本祐之輔（→希望の党→無所属→立憲民主党）
- 升田世喜男（→希望の党→無所属→立憲民主党）
- 柿沢未途（→希望の党→無所属→自由民主党→無所属）
- 井出庸生（→希望の党→無所属→自由民主党）
- 木内孝胤（→希望の党→無所属→日本維新の会）
- 太田和美（→希望の党→無所属→れいわ新選組→無所属）
- 石関貴史（→希望の党→無所属）
- 横山博幸（→希望の党→無所属）
- 松野頼久

民進党→立憲民主党へ
- 青柳陽一郎
- 篠原豪
- 落合貴之
- 高井崇志（→立憲民主党→無所属→れいわ新選組）
- 初鹿明博（→立憲民主党→無所属）

民進党→無所属へ
- 江田憲司（→無所属→立憲民主党）
- 松田直久（→無所属→立憲民主党）
- 水戸将史（→無所属→日本維新の会）

### 参議院議員
院内会派「民進党・新緑風会」
- 川田龍平（→無所属→立憲民主党）
- 小野次郎（→無所属→立憲民主党）
- 真山勇一（一度辞任後に民進党入党→立憲民主党）
- 柴田巧（→無所属→希望の党→日本維新の会）
- 寺田典城（第24回参議院議員選挙不出馬）